# Libyastus hopkinsi
Libyastus hopkinsi är en loppart som beskrevs av Jordan 1943. Libyastus hopkinsi ingår i släktet Libyastus och familjen fågelloppor. Inga underarter finns listade i Catalogue of Life.